# Château de Zrin
Le château de Zrin est un château en ruines situé dans la localité homonyme en Croatie.

## Historique
La première mention écrite du château remonte au XIIIe siècle, en tant que forteresse du clan Babonić. Plus tard, il entre en possession de la famille Maison de Ilok (en). En 1347, le roi Louis Ier de Hongrie attribue la forteresse à la famille Šubić qui change son nom après cela et devient la famille Zrinski.
Le château reste en sa possession jusqu'à l'arrivée des ottomans dans la région, la forteresse tombe le 20 octobre 1577. Il n'est repris qu'en 1718.
Aujourd'hui, le château est en ruines.

## Source
- (en) Cet article est partiellement ou en totalité issu de l’article de Wikipédia en anglais intitulé « Zrin Castle » (voir la liste des auteurs).